# Catherine Cesarsky
Catherine Jeanne Cesarsky (Ambazac, 24 februari 1943) is een in Frankrijk geboren astronoom, bekend van haar onderzoeken op verschillende kerngebieden binnen de moderne astrofysica. Zij is president geweest van de Internationale Astronomische Unie (2006-2009) en directeur generaal van de Europese Zuidelijke Sterrenwacht (1999–2007). In 2017 is zij verkozen tot bestuursvoorzitter van het Square Kilometre Array radiotelescoopproject.

## Jeugd
Hoewel Catherine Cesarsky in Frankrijk is geboren, groeide zij grotendeels in Argentinië op, waar haar vader na de Tweede Wereldoorlog een diplomatieke post had aanvaard. Na de middelbare school in Buenos Aires te hebben doorlopen, ging ze in 1959 natuurwetenschappen studeren aan de Universiteit van Buenos Aires, waar zij in 1965 afstudeerde. In 1971 promoveerde zij aan de Harvard-universiteit in de astronomie. Daarna ging ze zeven jaar aan het California Institute of Technology werken.

## Carrière

Het spiraalvormig sterrenstelsel Messier 51 bevindt zich in het sterrenbeeld Jachthonden. Deze foto is (vergelijkbaar met) de eerste foto genomen vanuit het ISO.

In 1974 keerde Cesarsky terug naar Frankrijk en daar begon haar carrière een hoge vlucht te nemen. Zij werkte er aanvankelijk voor de Service d'Astrophysique, Direction des Sciences de la Matière, Commissariat à l'Energie Atomique. Haar multiculturele en diplomatieke achtergrond hebben haar de tact en diplomatie bezorgd die nodig zijn om (wetenschappelijke) astronomie-instituten te kunnen leiden. Ze werd in 1985 hoofd van de Service d'Astrophysique en in 1994 directeur van de Direction des Sciences de la Matière (tot 1999); daar werkten 3000 wetenschappers en  technici aan fundamenteel onderzoek op het gebied van natuurkunde, scheikunde, astrofysica en aardwetenschappen.
Vervolgens was Cesarsky tot 2007 Algemeen Directeur van de Europese Zuidelijke Sterrenwacht; in die periode is de bouw van de Very Large Telescope (VLT) afgerond en zijn er afspraken gemaakt over het bouwen van de Atacama Large Millimeter Array (ALMA), daarnaast initieerde Cesarsky studies voor de Europese Extremely Large Telescope. Als voorzitter van de IAU (2006-2009) was zij nauw betrokken bij de beslissing om de status van Pluto te veranderen van planeet in dwergplaneet.
Ze is de eerste vrouwelijke haut-commissaire à l'énergie atomique van Frankrijk en adviseur van de Franse regering inzake wetenschappelijke en energie aangelegenheden. Zij is voorzitter van het comité voor het wetenschappelijk programma van het Franse ruimtevaartbureau, Centre national d'études spatiales, en van het consultatiecomité van de Europese Gemeenschap voor Atoomenergie - Fusie.
Cesarsky is hoofdredacteur geweest van het Journal of Astrophysics and Astronomy.
Sinds 21 maart 2013 is zij vicepresident van de raad van bestuur van het CERN, samen met de Belg Walter Van Doninck.

## Onderzoeksvelden

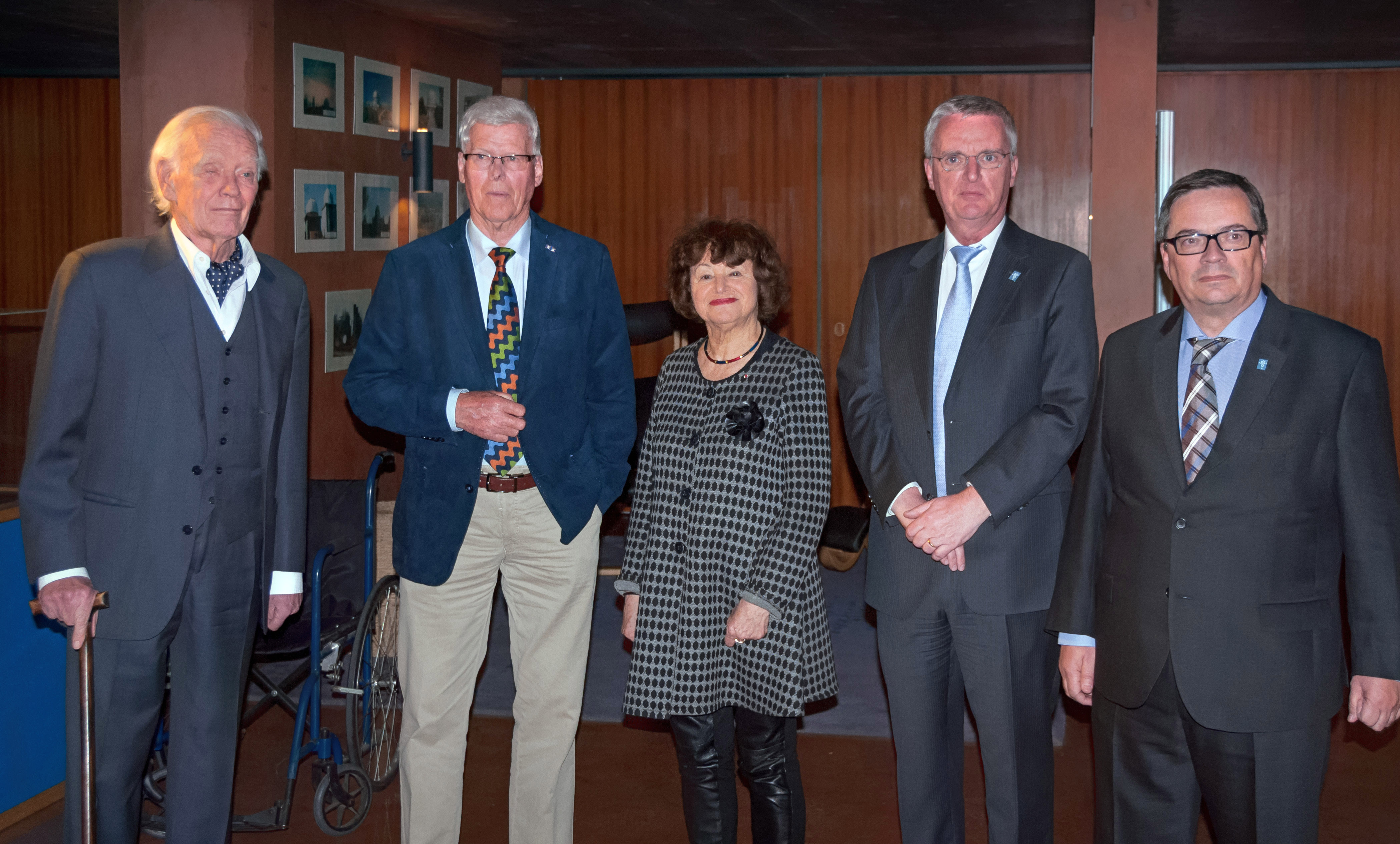
Oud-directeuren van ESO Lodewijk Woltjer (1974–1987); Harry van der Laan (1988–1992); Catherine Cesarsky (1999–2007); Tim de Zeeuw (2007–2017); Xavier Barcons (2017–)

Cesarsky is bekend geworden met haar onderzoek in het domein hoge energie en haar latere werk in infraroodastronomie. De eerste jaren hield zij zich bezig met verbreiding en samenstelling van kosmische straling van het galactische stelsel, materie en velden in het diffuse interstellair medium en de versnelling van deeltjes in astrofysische shocks, bijvoorbeeld in verband met supernova’s.
Toen zij switchte naar de infraroodtak, werd ze hoofdonderzoeker voor het project betreffende de camera aan boord van het Infrared Space Observatory (ISO) van de Europese Ruimtevaartorganisatie (ESO), dat tussen 1995 en 1998 in de ruimte actief was. In die periode was Cesarsky onderzoeksleider in de studie van infraroodemissie van bronnen binnen en buiten het Melkwegstelsel. Daarmee zijn verbluffende resultaten geboekt op het gebied van stervorming en de evolutie van de Melkweg. Deze werden geconsolideerd door observaties met de Very Large Telescope van ESO op de berg Cerro Paranal in Chili en de satellieten Spitzer en Herschel.

## Onderscheidingen
Prijzen

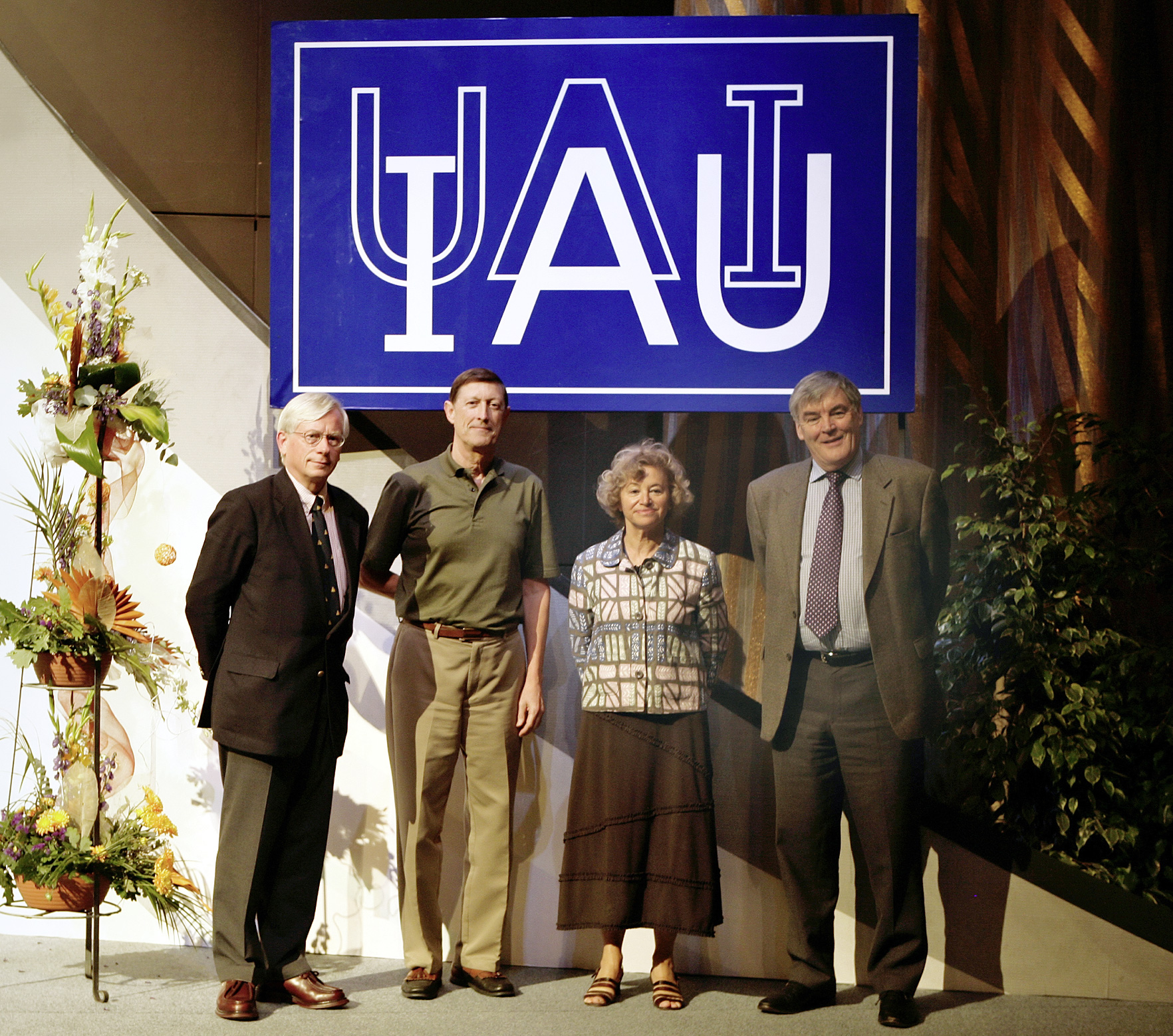
Installatie comité van de IAU in 2006. V.l.n.r.: Karel van der Hucht (SRON), Robert Williams (Space Telescope Science Institute), Catherine Cesarsky (ESO), Ian Corbett (ESO)

In de loop der jaren heeft Catherine Cesarsky diverse prijzen in ontvangst mogen nemen.
- Space Sciences Award van het Committee on Space Research (1998)[11]
- Prix Jules-Janssen van de Société astronomique de France (2009)

Onderscheidingen
Cesarsky zijn tijdens haar carrière de volgende onderscheidingen toegekend.
- Ridder/Officier/Commandeur/Grootofficier in de Nationale Orde van Verdienste (Frankrijk) (1989/1999/2008/2014).[12][13]
- Ridder/Officier/Commandeur/Grootofficier in het Legioen van Eer (1994/2004/2011/2019).[14][15][16]
- Grootkruis in de Nationale Orde van Verdienste (Frankrijk)[17]

Lidmaatschappen

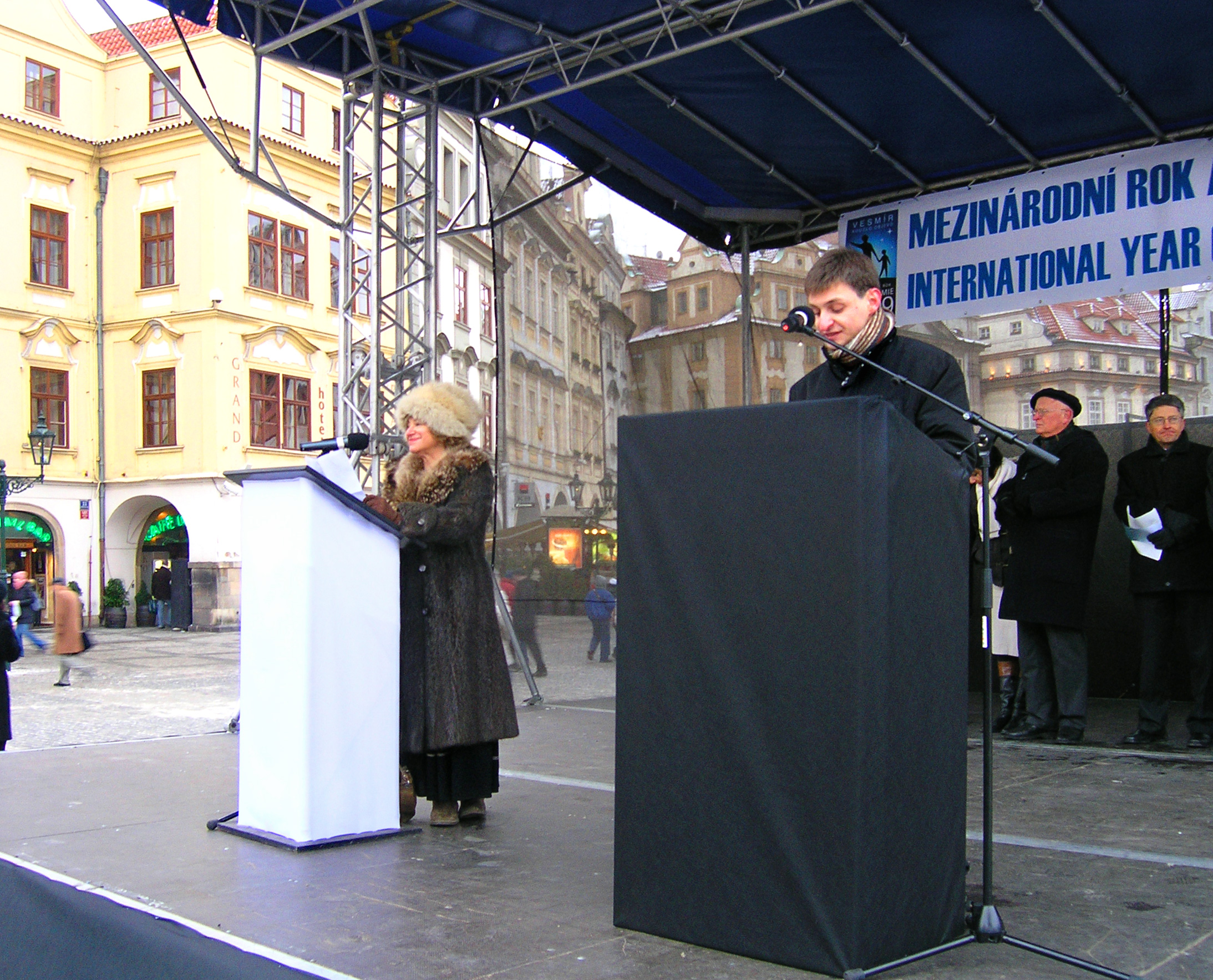
Opening van het jaar van de Astronomie in Praag (2009)

Zij is lid van onderstaande academies.
- Academia Europaea
- Académie des sciences (2007)[18]
- International Academy of Astronautics[19]
- Internationale Astronomische Unie (1982)[20]
- Koninklijke Zweedse Academie voor Wetenschappen[21]
- National Academy of Sciences of the United States of America (2005)[22]
- Royal Society of London (2005)[9]

Eredoctoraten
- Doctorat Honoris Causa, Universiteit van Genève (2010)[2]
- Doctor of Science[d] van de Universiteit van Cambridge[2]

- Bibsys: 6002544
- Bibliothèque nationale de France: cb146192100 (data)
- International Standard Name Identifier: 0000 0000 7469 4640
- Library of Congress Control Number: n87834064
- Nationale Bibliotheek van Israël: 987007376753905171
- Réseau des bibliothèques de Suisse occidentale: 02-A025024130
- Système universitaire de documentation: 069136106
- Virtual International Authority File: 106797668
- WorldCat: E39PBJjMCHT9wBmVB9GWXg48YP